# ماري سيمبسون
ماري سيمبسون (بالإنجليزية: Mary Simpson)‏ هي كنسية أمريكية، ولدت في 1 ديسمبر 1925، وتوفيت في 20 يوليو 2011.